# حملة غيتيسبرغ
كانت حملة غيتيسبرغ غزوًا عسكريًا لبنسلفانيا من قبل جيش الولايات الكونفدرالية بقيادة الجنرال روبرت إي لي في صيف العام 1863. وقد كانت تلك المرة الأولى التي يحاول فيها جيش الولايات الكونفدرالية شن غزو شامل لولاية حرة خلال الحرب. حقق الاتحاد نصرًا حاسمًا في غيتيسبرغ، منذ 1 حتى 3 من شهر يوليو، وتكبد كلا الطرفين خسائر كبيرة. تمكن لي من الهروب عائدًا إلى فيرجينيا رفقة معظم جيشه. وقد كان ذلك نقطة تحول في الحرب الأهلية الأمريكية، إذ أُرغم لي على مزيد من التراجع نحو ريتشموند حتى استسلامه في شهر أبريل من عام 1865. كان جيش بوتوماك تحت قيادة اللواء جوزيف هوكر وبعدها (ابتداءً من 28 يونيو) تحت قيادة اللواء جورج جي ميد.
بعد نصره في معركة شنسلورسفيل، انتقل جيش شمالي فرجينيا الذي كان تحت قيادة لي شمالًا لشن هجوم ضخم بهدف الحصول على الإمدادات التي كان بحاجة ماسة إليها ولإضعاف معنويات المدنيين في الشمال ولتشجيع العناصر المناهضة للحرب. في 3 يونيو من عام 1863 فر جيش لي من مواجهة جيش الولايات الكونفدرالية في فريدريكسبرغ، فرجينيا. خيضت أكبر المعارك في الحرب التي استخدمت فيها القوات المدرعة بشكل رئيسي عند محطة براندي في 9 من شهر يونيو. عبرت قوات جيش الولايات الكونفدرالية جبال السلسلة الزرقاء وتوجهت شمالًا عبر وادي شيناندواه وأسرت حامية جيش الاتحاد في وينتشستر، في معركة وينتشستر الثانية بين 13 و15 يونيو. مع عبوره لنهر بوتوماك، تقدم فيلق لي الثاني عبر ماريلاند وبنسلفانيا ووصل إلى نهر سسكويهانا مشكلًا تهديدًا لهاريسبرغ عاصمة الولاية. إلا أن جيش بوتوماك طارده وكان قد وصل إلى فريدريك، ماريلاند، قبل أن يدرك لي أن عدوه قد عبر بوتوماك. انتقل لي بسرعة إلى تركيز جيشه حول تقاطع طرق بلدة غيتيسبرغ. كانت معركة غيتيسبرغ أعنف معارك الحرب. بدأت المعركة كمواجهة غير مخطط لها في 1 يوليو، ونجح جيش الولايات الكونفدرالية في البداية في إرغام قوات جيش الاتحاد المدرعة وفيلقي مشاة على الانسحاب من مواقعهم الدفاعية مرورًا بالبلدة نحو تلة سيمتري. في 2 من شهر يوليو، ومع تواجد معظم قوات الجيشين، شن لي هجمات عنيفة على خاصرتي خط دفاع جيش الاتحاد الذي تمكن من صده بعد خسائر ثقيلة تكبدها كلا الجانبين. في 3 يوليو، ركز لي أنظاره على مركز جيش الاتحاد. وأفضت الهزيمة التي تكبدتها قوات المشاة التابعة للي خلال الهجوم الضخم الذي شنته، هجوم بيكيت، إلى إصدار لي لأوامر بالانسحاب الذي بدأ مساء يوم 4 يوليو.
أعاق انسحاب جيش الولايات الكونفدرالية إلى فرجينيا الطقس السيئ والطرقات الصعبة ومناوشات عديدة مع القوات المدرعة لجيش الاتحاد. إلا أن جيش ميد لم يناور بعنف كاف لمنع لي من عبور بوتوماك نحو بر الأمان ليلة 13 و14 يوليو.

## الخلفية

### خطط لي
بعد فترة قصيرة من هزيمة جيش فرجينيا الشمالية بقيادة لي لجيش بوتوماك التابع لهوكر خلال حملة شنسلورسفيل (30 أبريل – 6 مايو 1863)، قرر لي شن غزو ثان في الشمال. حركة كهذه كانت ستفسد خطط جيش الاتحاد لموسم حملات الصيف وستمنح لي القدرة على المناورة بجيشه بعيدًا عن مواقعه الدفاعية خلف نهر راباهانوك وستتيح لقوات جيش الولايات الكونفدرالية أن تعيش من الخيرات الوفيرة لمزارع الشمال الغنية في حين كانت ستمنح فرجينيا التي كانت مدمرة إثر الحرب استراحة كانت بأمس الحاجة إليها. وكان باستطاعة جيش لي أيضًا تهديد فيلادلفيا وبالتيمور وواشنطن وتشجيع حركة السلام التي كانت تكبر في الشمال.

كان لدى لي سوء تقدير كبير رسم الخطوط العامة لاستراتيجيته. أساء لي قراءة الآراء في الشمال باعتماده على صحف كوبرهيد المناهضة للحرب لفهم الرأي العام في الشمال. وبقراءته تلك، افترض لي أن اليانكيز ينبغي أن يكون السأم قد أصابهم بقدر ما أصاب الجنوبيين، ولم يحسن تقدير تصميم إدارة لينكولن. كان لي مدركًا حقًا لنقص الإمدادات الحاد الذي كان يعاني منه جيشه، فخطط لتكون الحملة بشكل رئيسي هجومًا شاملًا يمكّن من الحصول على الإمدادات. كتب لي: 
إن استطعنا إرباك جميع خططهم [اليانكيز] هذا العام وبقي شعبنا مخلصًا لقضيتنا ... فنصرنا سيكون محتمًا .... [و] في السنة القادمة ستكون هناك فرصة عظيمة في كسب الرأي العام في الشمال. سيُكتسح الجمهوريون [في الانتخابات الرئاسية لعام 1864] وأعتقد أن أصدقاء السلام سيصبحون أقوياء لدرجة أن الإدارة القادمة ستنطلق من هذا الأساس. لذلك ما علينا سوى أن نقاوم بشجاعة. 
كان ثقة لي مفرطة بمعنويات ومعدات مقاتليه الذين «لا يمكن قهرهم»، وتخيل نصرًا حاسمًا ينهي الحرب لمصلحته: 
[سيكون اليانكيز] منهكين من الجوع والسير الصعب، ومتوزعين على خط طويل ومعنوياتهم شبه منهارة حين يدخلون بنسلفانيا. سأضع في وجه تقدمهم قوة كاسحة لتسحقهم ومن ثم ستتابع نجاحها بدحر فيلق تلو الآخر، وعبر صد تلو الآخر ومفاجأة تلو الأخرى، ستبث، قبل أن يتجمعوا مجددًا، الهلع في صفوفهم وستدمر الجيش بشكل عملي. [وعندها] ستنتهي الحرب وسننال الاعتراف باستقلالنا. 
كان لدى حكومة الولايات الكونفدرالية استراتيجية مختلفة. فقد أرادت من لي أن يقلل من ضغط جيش الاتحاد الذي كان يهدد حاميتها في فيكسبرغ، مسيسيبي، إلا أن لي رفض مقترحات الحكومة في إرسال قوات توفر مساعدة مباشرة، محاججًا حول فائدة توجيه ضربة مركزة في شمال الشرق.
في الجوهر، كانت استراتيجية لي مطابقة للاستراتيجية التي طبقها في حملة ماريلاند لعام 1862. علاوة على ذلك، بعد شنسلورسفيل، كان لي يمتلك ثقة مطلقة في رجال جيشه، مفترضًا أن باستطاعتهم مواجهة أي تحد يدفعهم إليه. 

## قوى متواجهة

### قوات الولايات الكونفدرالية
بدأ تحرك لي في 1 من شهر يونيو وفي غضون فترة قصيرة كان قد اجتاز ماريلاند، وكانت قوات جيش الاتحاد تتحرك شمالًا على امتداد خطوط متوازية. أوكلت المهمة الرئيسية في جمع معلومات حول موقع العدو لقوات لي المدرعة بقيادة الجنرال جيب ستوارت، إلا أن ستوارت فشل، وعوضًا عن ذلك شن هجمات على بعض قطارات الإمدادات. ولم يعاود الانضمام إلى لي حتى بداية المعركة. كان ستوارت قد أخذ أفضل المدرعات التي كانت بحوزة لي، تاركًا للجيش الرئيسي لواءين ضعيفين ومزودين بمعدات رديئة وبقيادة مفككة ولم يكونا قادرين على مواجهة تحدي الاستطلاع في بلد معاد.
كان ستوارت قد استولى على معظم المدرعات في هجوم بعكس اتجاه عقارب الساعة بالقرب من الساحل خلف جيش الاتحاد وكان تواصله مع لي منقطعًا لمدة أسبوع، حارمًا لي من أية معلومات حول الجيش الفيدرالي. وفي محاولة منه لإيجاد لي، حل ستوارت مشكلة المعلومات بقراءة إحدى صحف فيلادلفيا التي نقلت بدقة موقع لي. إلا أن الخبر كان متأخرًا يومًا واحدًا، ولم يصل ستوارت، الذي أبطأت قافلة غنائم وصوله، إلى غيتسبرغ حتى 2 من شهر يوليو. ساعدت تقارير الصحف التي لا تخضع للرقابة قوات جيش الولايات الكونفدرالية حول تحركات قوات جيش الاتحاد. حاول هوكر فرض رقابة على الصحف، إلا أن المراسلين والمحررين تمكنوا من التهرب من قيوده وغالبًا ما وصلت إلى الجنوب تقارير دقيقة حول قوة جيش الاتحاد.
هددت جيوش لي هاريسبرغ وواشنطن وبالتيمور وحتى فيلادلفيا. تشكلت وحدات الميليشيا المحلية على عجل لمواجهة لي، إلا أنها كانت عديمة الأهمية في وجه قوة هجوم ضخمة ومتمرسة في القتال. حين وصلت في النهاية إلى لي أخبار اقتراب الجيش الفيدرالي، أمر قواته المتفرقة بأن تحتشد في غيتيسبرغ، التي كانت تقاطع مفترق طرق في مناطق كثيفة الشجر. على امتداد 3 أيام، منذ 1 حتى 3 يوليو، وصل كلا الجيشين بشكل تدريجي، إذ وصلت قوات الولايات الكونفدرالية من الشمال وشمال الغرب، في حين وصلت قوات جيش الاتحاد من الجنوب ومن الشرق. بحلول 1 من شهر يوليو، أتى ميد من الجهة الجنوبية للي وأوقف تراجعه وأرغمه على القتال.

### قوات جيش الاتحاد
كما خمن لي، كان جوزيف هوكر، بقيادته جيش بوتوماك، متأخرًا بالفعل وخائفًا من مواجهة لي. أراد مهاجمة ريتشموند، إلا أن لينكولن اعترض على هذه الفكرة نظرًا إلى أن هدف هوكر الأساسي كان يجب أن يكون قتال أكثر جيوش الولايات الكونفدرالية أهمية في الميدان وهزيمته، أي جيش فرجينيا الشمالية بقيادة لي. حين طالب هوكر بالسيطرة على الحامية في هاربرز فيري وإلا فسيستقيل، تحدى لينكولن هوكر أن ينفذ تهديده واستبدل هوكر بجورج ميد في 28 يونيو، قبل بدء القتال ب 3 أيام. ولم يحتمل القائد الجديد أي تأخير في مطاردة المتمردين في الشمال.